# Irisch-polnische Beziehungen
Irisch-polnische Beziehungen sind die außenpolitischen Beziehungen zwischen Irland und Polen. 
Iren kamen ab der frühen Neuzeit nach Polen-Litauen. Der irische Arzt Bernard Connor am polnischen Königshof von Johann III. Sobieski schrieb eine der ersten Geschichtswerke über Polen in englischer Sprache, die History of Poland. Irland und Polen erhielten fast zur gleichen Zeit ihre Unabhängigkeit nach dem Ersten Weltkrieg, Polen 1918 und Irland 1922. Polen war eines der ersten Länder, die die irische Unabhängigkeit anerkannten. Diplomatische Beziehungen wurden aufgenommen und ab 1929 bestand in Dublin ein polnisches Generalkonsulat. Nach dem Zweiten Weltkrieg wurden die diplomatischen Beziehungen 1976 erneuert. 1990 eröffnete Irland eine Botschaft in Warschau und 1991 Polen eine Botschaft in Dublin. Nach dem Beitritt Polens zur EU 2004 zogen viele junge Polen nach Irland, wo sie in den 2010er Jahren die größte nationale Minderheit darstellten.
Zur polnischen Minderheit in Irland bekennen sich ca. 150.000 Personen über das ganze Land verteilt, zur irischen Minderheit in Polen mehrere Tausend. 
Polen besitzt eine Botschaft in Dublin. Irland hat eine Botschaft in Warschau und ein Honorarkonsulat in Posen.
Irland und Polen zählen beide zu den zehn Staaten mit dem weltweit höchsten Anteil an Katholiken (siehe: Liste der Länder nach christlicher Bevölkerung).